# Justin Simons
Justin Alberto Simons Samaniego (Panamá, 19 de septiembre de 1997) es un futbolista profesional panameño que juega como mediocampista en el Club Atlético Independiente de La Chorrera de la Primera División de Panamá.

## Trayectoria

### San Francisco FC
Se formó en el San Francisco FC y su debut profesional en la Primera División de Panamá fue el 29 de marzo de 2014 en la victoria 1 a 2 contra el Chepo FC en el Estadio Javier Cruz saliendo de titular jugando hasta el minuto 46. En la LPF Clausura 2014 jugó 6 partidos, Salió campeón de la LPF Apertura 2014 en donde jugó 13 partidos, en la LPF Clausura 2015 jugó 2 partidos, en la LPF Apertura 2015 jugó 7 partidos, en la LPF Clausura 2016 jugó 2 partidos, en la Liga de Campeones de la Concacaf 2015-16 jugó 1 partido quedandose en fase de grupos, en la LPF Apertura 2016 jugó 10 partidos y anotó 2 goles, en la LPF Clausura 2017 Jugó 5 partidos, en la LPF Apertura 2017 jugó 12 partidos y anotó 1 gol, en la LPF Clausura 2018 jugó 5 partidos llegando hasta las semifinales.

### Tauro FC
Fue fichado por el Tauro FC el 14 de agosto de 2018. Debutó con el club el 27 de agosto de 2018 en la derrota 2 a 1 contra el Santa Gema FC en el Estadio Agustín Muquita Sánchez saliendo de suplente entrando al minuto 35 y anotando un gol al minuto 48. En el Liga Concacaf 2018 jugó 3 partidos llegando hasta las Semifinales, Salió campeón con el club del Torneo Apertura 2018 en donde jugó 16 partidos y anotó 2 goles, en el Torneo Clausura 2019 jugó 15 partidos en donde llegaron hasta la semifinales, en la Liga Concacaf 2019 jugó 2 partidos llegando hasta los octavos de final, salió campeón del Torneo Apertura 2019 en donde jugó 17 partidos y anotó 2 goles.

### CA Independiente II
Fichó por el CA Independiente II el 9 de enero de 2020. Jugó en el torneo reservas.

### Tauro FC
Regresó al Tauro FC y debutó en la temporada 2020 el 23 de octubre de 2020 en el empate 1 a 1 contra el CD Árabe Unido en el Estadio Agustín Muquita Sánchez saliendo de titular jugando hasta el minuto 63. En la Liga Concacaf 2020 jugó 1 partido llegando hasta los octavos de final, en el Torneo Clausura 2020 jugó 3 partidos llegando hasta semifinales, en el Torneo Apertura 2021 jugó 11 partidos, salió campeón del Torneo Clausura 2021 en donde jugó 4 partidos.

### Zamora FC
Fichó por el Zamora FC el 1 de enero de 2022. Debutó con el club en la Primera División de Venezuela el 25 de febrero de 2022 en el empate 1 a 1 contra el CD Hermanos Colmenárez en el Estadio Agustín Tovar saliendo de titular jugando hasta el minuto 58. En la Primera División de Venezuela 2022 jugó 22 partidos en donde fueron los líderes de la Fase regular y en la fase final quedaron de 4 puesto.

### Umecit FC
Fue anunciado como nuevo jugador del Umecit FC el 24 de junio de 2023. Debutó con el club el 30 de julio de 2023 en la victoria 1 a 4 contra el Atlético Chiriquí en el Estadio San Cristóbal entrando al minuto 67 del partido, jugó 8 partidos en el Torneo Clausura 2023. El 22 de diciembre de 2023 fue anunciado su salida del club.

### CA Independiente
El 3 de enero de 2024 fue anunciado como nuevo jugador del Club Atlético Independiente de La Chorrera. Debutó con el club el 19 de enero de 2024 en el empate 1 a 1 contra el CD Universitario en el Estadio Universidad Latina en donde fue titular jugando hasta el minuto 55.

## Selección nacional

### Categorías inferiores
Ha sido convocado por la selección Sub-20 de Panamá para disputar el Campeonato Sub-20 de la Concacaf de 2015, la Copa Mundial de Fútbol Sub-20 de 2015 y el Campeonato Sub-20 de la Concacaf de 2017. Fue convocado por la selección sub-23 para jugar el Preolímpico de Concacaf de 2015. 
Fue convocado por la selección sub-22 para jugar los Juegos Panamericanos 2019 pero se lesionó y no pudo participar.

### Selección absoluta
El 10 de agosto de 2016 debutó con la selección absoluta en un partido amistoso en el empate 0 a 0 contra Guatemala en el Estadio Maracaná en Panamá siendo suplente entrando al minuto 46 por Martín Gómez.

### Participaciones en selección nacional
| Copa                     | Categoría | Sede           | Resultado             | Partidos | Goles |
| ------------------------ | --------- | -------------- | --------------------- | -------- | ----- |
| Campeonato Sub-20 2015   | Sub-20    | Jamaica        | Subcampeón            | 2        | 0     |
| Copa Mundial Sub-20 2015 | Sub-20    | Nueva Zelanda  | Fase de grupos        | 1        | 0     |
| Preolímpico 2015         | Sub-23    | Estados Unidos | Fase de grupos        | 2        | 0     |
| Campeonato Sub-20 2017   | Sub-20    | Costa Rica     | Fase de clasificación | 3        | 0     |

## Clubes
| Club                | País      | Año         |
| ------------------- | --------- | ----------- |
| San Francisco FC    | Panamá    | 2014 - 2018 |
| Tauro FC            | Panamá    | 2018 - 2019 |
| CA Independiente II | Argentina | 2020        |
| Tauro FC            | Panamá    | 2020 - 2022 |
| Zamora FC           | Venezuela | 2022        |
| Umecit FC           | Panamá    | 2023        |
| CA Independiente    | Panamá    | 2024 - act. |

## Palmarés

### Títulos nacionales
| Título           | Club             | País   | Año    |
| ---------------- | ---------------- | ------ | ------ |
| Primera División | San Francisco FC | Panamá | 2014-A |
| Primera División | Tauro FC         | Panamá | 2018-A |
| Primera División | Tauro FC         | Panamá | 2019-A |
| Primera División | Tauro FC         | Panamá | 2021-C |